# Georges-Joseph Gérard
Georges-Joseph Gérard, né le 2 juin 1734 à Bruxelles et y décédé le 4 avril 1814, est un érudit, historien, bibliophile et numismate belge.
Il est l'un des fondateurs de l'Académie royale des sciences, des lettres et des beaux-arts de Belgique dont il fut le premier secrétaire perpétuel. Il fut également directeur de la Bibliothèque de Bourgogne devenue Bibliothèque royale de Belgique.

## Biographie
Georges-Joseph Gérard est le fils de Gilles-Joseph Gérard et de Jeanne Ansems, fille de Pierre Ansems et de Catherine Verheyleweghen. Il descend par cette famille des Lignages de Bruxelles.
Gérard laisse la réputation d'un savant actif et désintéressé, autant qu'obligeant et aimable. Gérard est enterré dans l'ancien cimetière de la paroisse de Saint-Jacques sur Caudenberg au quartier Léopold.
Il habitait habituellement à Bruxelles où ses adresses furent : Courte rue Neuve (1777), rue Royale (1780), « près des XII Apôtres » et enfin section 7, Passage de la Bibliothèque, 1127 (en 1812).

## Sa carrière administrative
Il entra dans la carrière administrative, et fut nommé, par diplôme du 1er février 1759, « attaché aux causes fiscales et des finances » sous la direction du conseiller Stassart.
Le 7 janvier 1760, un décret impérial l'appela aux fonctions d'official à la secrétairerie d'État et de guerre. Ses capacités lui firent obtenir, par diplôme du 1er mai 1772, une nomination de secrétaire de S.M. l'Impératrice et Reine Marie-Thérèse près le gouvernement des Pays-Bas.
Il fut directeur de la bibliothèque de Bourgogne, actuellement Bibliothèque royale de Belgique.
Il sauva de la dispersion la riche collection d'armures qui grâce à lui furent conservées à la Bibliothèque de Bourgogne et se sont retrouvées ensuite au Musée de la Porte de Hal et actuellement au Musée royal de l'armée.

## Sa carrière politique
Georges Joseph Gérard fit également une brève carrière politique sous Napoléon en tant que conseiller municipal de Bruxelles (1803-1811).

## Le bibliophile
Mais à côté de sa carrière administrative, c'est par son œuvre historique et littéraire qu'il s'acquit un renom, et comme le disait un rapport d'époque « depuis sa jeunesse il n'avait d'autre goût que pour les livres ».
Sa bibliothèque était d'une grande richesse et comptait, outre des livres imprimés, de nombreux manuscrits. 
Le roi Guillaume Ier des Pays-Bas l'acquit de ses héritiers et la fit transporter à La Haye.
Le catalogue publié de cette vente, ne reprenant que les livres imprimés, compte 4 574 numéros.
Les manuscrits avaient été vendus auparavant par sa veuve et reposaient à la Bibliothèque royale de La Haye.

## Vie familiale
Georges-Joseph Gérard épouse le 1er avril 1777 Marie Raepsaet, sœur de l'historien et juriste Jean-Joseph Raepsaet. Le couple eut quatre enfants dont Marie-Thérèse, épouse d'Albert-Ignace Beckers, parents de l'avocat Auguste Beckers.

## Honneurs
L'administration communale d'Etterbeek a donné son nom à une des rues de la localité, en souvenir d'une propriété de campagne que Georges Gérard y possédait.

## Ses travaux littéraires
Il publia de nombreuses études historiques et fit un grand nombre de communications à l'Académie.

## Quelques publications de Georges-Joseph Gérard
- Discours sur l'état des lettres dans les Pays-Bas, et érection de l'Académie Impériale et royale des sciences et belles-lettres de Bruxelles, tome Ier des anciens mémoires de l'Académie, 1777.
- Recherches sur les monnaies frappées dans les Pays-Bas au nom et aux armes des ducs de la maison de Bourgogne, comtes de Flandre, resté en manuscrit. Lu eu séance le 4 décembre 1786, à l'Académie Impériale et Royale.
- Recherches sur les monnaies frappées dans les Pays-Bas sous Philippe le Hardi, t. V des anciens mémoires, 2e partie. Ce mémoire a été réimprimé dans le Messager des Sciences, 1838.
- Description d'un enterrement fait à Tournai en 1391, avec une notice du MS. d'où cette description est tirée, t. V, des anciens mémoires, 2e partie.
- Notice historique sur Don Anselme Berthod, tome V des anciens mémoires.
- Notice historique sur la vie et les ouvrages de Vander Vynckt, conseiller au Conseil de Flandre resté en manuscrit, mais publié en extrait dans le t. III des anciens mémoires.
- Plan d'un recueil d'historiens et de mémoires historiques des Pays-Bas, resté en manuscrit. Ce plan, communiqué à l'Académie et lu en séance le 9 décembre 1779, est analysé dans les Nouvelles Archives historiques des Pays-Bas, t. VI, et dans le t. VII des anciens mémoires de l'Académie.
- Manière de publier tous les historiens et monuments qui peuvent illustrer l'histoire de la Belgique ; resté en manuscrit ; lu en séance du 26 janvier 1780, et analysé par Frédéric de Reiffenberg dans le t. VII des nouveaux mémoires de l'Académie.
- Notice historique sur le comte de Fraula, t. V des anciens mémoires.
- Notice des manuscrits et autres monuments relatifs à l'histoire de la Belgique, extrait du Voyage littéraire de Dom Berthod.
- Notice historique sur les poètes originaux de la Belgique qui ont feuri avant 1500.
- Notice sur les anciennes institutions des Pays-Bas connues sous le nom de Chambres de Rhétorique. Inséré, de même que l'article précédent, dans le Mémoire historique sur la bibliothèque dite de Bourgogne, par Carlos Antonio de La Serna Santander, Bruxelles 1809, in-8°.
- Remarques sur les plus célèbres musiciens avant et pendant le gouvernement de Marguerite d'Autriche. Inséré par extrait à la suite dudit Mémoire,etc. de La Serna.
- Observations sur un acte de Jean III, duc de Brabant ; resté en manuscrit ; lu en séance de l'Académie, le 2 avril 1784.
- Recherches sur le commerce de la Flandre pendant les XIIIe et XVIe siècles ; resté en manuscrit, lu en séance, le 5 avril 1785.
- Recherches sur la vie et les ouvrages d'Olivier de la Marche, resté en manuscrit, lu en séance, le 20 mars 1784.
- Mémoires sur deux passages des commentaires de Jules César qui semblent contradictoires.
- Recherches historiques sur les ribauds et la charge de roi des ribauds, tant en France qu'aux Pays-Bas. En manuscrit. Antoine Schayes en a donné un extrait dans son « Essai sur les usages, les croyances, etc. ».
- Mémoires sur la querelle entre un capucin et quelques jésuites, sur la pierre antique qui se voit au couvent des capucins à Arlon. Resté en manuscrit.
- Recueil des inscriptions anciennes, et du moyen âge qui se trouvent dans les XVII provinces des Pays-Bas. En manuscrit.
- Histoire abrégée des couvents qui se trouvent dans la ville de Bruxelles, et qui ont été supprimés pendant le XVme siècle, avec les actes de leur fondation, et les épitaphes qui étaient dans leurs églises. En manuscrit.
- Histoire abrégée des églises paroissiales et chapelles qui se trouvaient dans la ville de Bruxelles pendant le XVme siècle, et qui ont été en partie détruites, justifiée par les diplômes, et avec des épitaphes. En manuscrit.
- Recueil des inscriptions anciennes et modernes qui se trouvaient à Bruxelles et qui ont été en partie détruites pendant le même siècle. En manuscrit.
- Histoire abrégée des couvents d'hommes et de femmes d'Anvers, supprimés à la fin du XVIIIe siècle. En manuscrit.
- Table chronologique des chartes du Brabant. En manuscrit.
- Table chronologique des chartes du Hainaut, depuis 646 jusqu'en 1658. En manuscrit.
- Coutumes et usages singuliers qui ont existé et existent encore dans les Pays-Bas. En manuscrit.
- Recherches sur les monnaies frappées en Flandre depuis l'année 1093 jusqu'en 1603, contenant leur poids, aloi, etc., tirées de comptes, ordonnances, etc. En manuscrit.
- Recherches ou Notices par ordre chronologique, etc., sur les monnaies frappées dans les Pays-Bas, de 1056 à 1792, contenant leur poids, etc.' En manuscrit.
- Catalogue des manuscrits de la bibliothèque des ducs de Bourgogne, souverains des Pays-Bas. En manuscrit.
- Catalogue des manuscrits concernant l'histoire de Belgique qui se trouvaient dans la bibliothèque de l'Académie de Bruxelles avant l'entrée des Français en 1791. En manuscrit.
- Mémoire concernant la bibliothèque royale de Bourgogne, et sur le projet de la rendre publique. Voir Annuaire de l'Académie, 1840.
- Notice des peintres, sculpteurs, architectes et graveurs, natifs de Bruxelles, avec la liste de leurs principaux ouvrages. Manuscrit in-folio de 223 pages, provenant de la bibliothèque de Georges Gérard, acquise par le gouvernement des Pays-Bas et transposée à La Haye[9].